# ファンタズミック!
ファンタズミック! （Fantasmic!） は、世界各地のディズニーパークで公演されているナイトエンターテインメントショーである。

## 歴史
1992年にカリフォルニアのディズニーランドで公演が開始され、その後1998年にフロリダのウォルト・ディズニー・ワールド・リゾート内のディズニー・MGM・スタジオ（現：ディズニー・ハリウッド・スタジオ）、2011年4月28日から2020年2月29日まで東京ディズニーシーで公演された。

## 内容
ファンタズミック!は、ミッキーマウスを始めとする、たくさんのディズニーキャラクターが出演することで有名である。また、様々なディズニー映画の世界観が再現され、それらは公演されるパークによって大きく異なる。しかし後半ではどのパークのバージョンでも、白雪姫に登場する悪い魔女や、眠れる森の美女に登場するマレフィセントなどのヴィランズ（悪役）が登場し、ミッキーマウスに襲いかかる。そしてエンディングでは、お馴染みのディズニーキャラクターが船に乗って総出演する。レーザー光線や花火、パイロテクニクス、ウォータースクリーンに映し出されるアニメーション、巨大なドラゴンのオーディオアニマトロニクスなど数多くの特殊効果をはじめ、数々のディズニーソングを使用したりするなど、とても幻想的なステージとして人気を博している。

## 各パークの情報

### ディズニーランド
ディズニーランド（ディズニーランド・リゾート）内のフロンティアランドのアメリカ河にて公演。非常に人気のあるショーであり、1992年5月13日に始まり、現在まで28年以上公演されている。
2009年6月15日に映像・演出技術・セット（メインのドラゴンのオーディオアニマトロニクスを交換。より原作に近い容貌になった）・花火の特殊効果などを全面リニューアルした。（ストーリー自体に変更はない）
エンディングのキャラクター総出演で使用される船は、日中アトラクションとしても利用される蒸気船マークトウェイン号。リニューアルされたドラゴンは、ショーに登場するオーディオ・アニマトロニクスとしては最大である。
2016年1月11日より映画スター・ウォーズのテーマランド建設の関係により、公演が一時休止されていたが、2017年7月17日より映像・演出技術・セット・花火の特殊効果を刷新し、新たにプロジェクションマッピングを加え全面リニューアルして公演を再開した。ライオン・キング、パイレーツ・オブ・カリビアン、アラジン、塔の上のラプンツェルなどのシーンが追加された他、東京ディズニーシー版の演出や曲などが一部逆輸入され、ショー終了後の音楽は東京版と同じ音楽が流れるようになった。またこれに先駆け2017年7月15日にはD23EXPO参加者向けにプレビューが行われた。
リニューアルに伴い、ピーターパン・プリンセスメドレーのシーンの白雪姫・ピノキオのシーンはカットされた。
2023年4月22日、ショーの上演中にマレフィセント・ドラゴンの頭部から出火し、火災となる騒ぎがあった。これに伴い、ショーは2024年5月24日までの長期休演を余儀なくされた。
2024年5月24日からの公演再開時にリニューアルが行われ、火災の原因となったマレフィセント・ドラゴンは登場しない代わりにピーター・パンの船上対決が復活することになった。

### ディズニー・ハリウッド・スタジオ
ディズニー・ハリウッド・スタジオ（ウォルト・ディズニー・ワールド・リゾート）内のサンセット・ブルバードにある「ハリウッドヒルズ・アンフィシアター」という専用のオープンシアターにて公演されている。1998年10月15日より公演を開始し、20年以上公演が続いている。
湖に浮かぶ島を舞台にしており、かなりの大きさである。島の頂上に立つミッキーがかなり小さく見え、火薬や水を大量に使用できるのもこの島の大きさによるものである。
オープニングとフィナーレ部分はアナハイム版とほぼ一緒だが、場面転換・一場面のシーンが変更されていたり新しく導入された部分がいくつかある。
またディズニーヴィランズのシーンではクルエラ、スカー、フロロー、ジャファー、ハデスの登場シーンが追加された。その代わりに、アースラの登場時間が短くなっている。
2010年9月頃にアナハイム版ほど大きなリニューアルではないが、照明効果・映像効果・花火の特殊効果を一部リニューアルし、フィナーレシーンの終わり方がアナハイム版とほぼ一緒になった（セットは以前のままである。）。
エンディングのキャラクター総出演で使用される船は、蒸気船ウィリーのウィリーリバーボート。

### 東京ディズニーシー
東京ディズニーシー（東京ディズニーリゾート）内のメディテレーニアンハーバーの海上にて公演。『ファインディング・ニモ』、『リロ・アンド・スティッチ 』、『プリンセスと魔法のキス』など、他パークのファンタズミックより後に公開された映画を演出に加える等、2つのパークとは演出が異なっており、ウォータースクリーンの他に円筒状や球体状のスクリーンを使う等、シーン・セット・特殊効果・花火・映像技術を大幅に変更した。音楽にも大幅なアレンジが加わっているが、内容はアナハイム版をベースとしている。
ディズニーヴィランズのシーンではミッキーが魔法の鏡に閉じ込められるというストーリーが追加され（後にアナハイム版にも導入される）、ミッキーマウス、ウィックド・ウィッチ、アースラの映像が新しく書き起こされた。
メインを張るヴィランズはアナハイム版と同じだが、禿山の一夜のシーンでジャファーとハデスが一瞬だけ登場する。
また、同シーンには『ノートルダムの鐘』の音楽も使用されている。
クライマックスに登場するドラゴンは計4回と、3ヶ所のバージョンの中で最も多く炎を吐く。
総工費は約30億円。当初は東京ディズニーシーの開園10周年記念の一環として、2011年（平成23年）4月23日から始まる予定だったが、東日本大震災の影響で東京ディズニーシーが休園となったため、運営を再開した4月28日から公開された。また、このショーの導入に伴い、「ブラヴィッシーモ!」は2010年（平成22年）11月13日に終了した。
初演時からオフィシャルスポンサーであるNTTドコモが提供しており、公演終了後のBGMが流れる中、会場周辺の3ヶ所にある昇降式の照明塔に「NTT docomo」のロゴマークが点灯する。
東京パークにおいては、過去東京ディズニーランドにおいて実施する計画があったが、広大な水上スペースを確保出来ない為、パレード形式にアレンジし「ディズニー・ファンティリュージョン!」として公演を行った経緯がある。
エンディングのキャラクター総出演で使用される船は、球体スクリーンを立ち上げる4隻のバージである。2015年（平成27年）4月1日からは、通常より2隻減らして開催された。
4月28日初日から音声と映像がずれるなどのハプニングが起こる事態となってしまった。また、最終公演までは公演開始時から比べミッキーの出るタイミングなどを変え、一部ショーの演出が変更されている。
2019年（令和元年）8月26日に、2020年（令和2年）3月25日をもって終演となることが発表されたが、2月29日から新型コロナウイルス感染拡大防止のために東京ディズニーシーが臨時休園し、休園期間中に迎える終了日を変更しないこととしたため、実質的には2月28日が終了日となった。最終公演が予定されていた2020年3月25日夜には、東京ディズニーリゾート公式YouTubeチャンネルにてスペシャル動画が公開され、2020年4月30日まで期間限定で配信された。ショー全編と、ミッキーらが夜のメディテレーニアンハーバーで過ごす様子が収録されている。前日に東京ディズニーリゾート公式Twitterが投稿した動画内で、オリエンタルランド会長兼CEOの加賀見俊夫は「今後のナイトタイムエンターテイメントを検討中」と発言した。
後に、新たなナイトタイムエンターテインメントとして、「ビリーヴ！～シー・オブ・ドリームス～」が公演されることが発表された。

## 音楽
ファンタズミック!に関する音楽は以下の通りである。

### 東京ディズニーシー
開演30分前から以下の音楽がメディテレーニアンハーバーで再生されている。
- Path On Water
- Point of Origin
- Running Time
- You Only Live Once

なお、これらの曲は全てギリシャ出身のアーティスト、Yanniによって演奏されている。

### 広報資料・プレスリリースなど一次資料
1. ↑  東京ディズニーシー®「ファンタズミック!」
2. ↑  オリエンタルランド (2019年8月26日). “東京ディズニーランド／東京ディズニーシー 2019 年度のスケジュール” (PDF). 2019年8月26日閲覧。
3. ↑  “東京ディズニーランド / 東京ディズニーシー臨時休園のお知らせ” (PDF).   株式会社オリエンタルランド (2020年2月28日). 2020年3月11日閲覧。
4. ↑  “東京ディズニーランド / 東京ディズニーシー臨時休園の期間延長および今後のパーク運営について” (PDF).   株式会社オリエンタルランド (2020年3月11日). 2020年3月12日閲覧。
5. ↑  “東京ディズニーランド / 東京ディズニーシー 臨時休園の期間延長および今後のパーク運営について（2020年3月11日（水）18:00更新）”.   オリエンタルランド (2020年3月11日). 2020年3月12日閲覧。